# Free Software Foundation Europe
La Free Software Foundation Europe (FSFE), attiva dal 10 marzo 2001, supporta a livello europeo il software libero in tutti i suoi aspetti e in modo particolare il Progetto GNU. Formalmente è una e.V., ovvero un ente senza fini di lucro, che rappresenta il nucleo centrale di una federazione di associazioni nazionali presenti in vari stati dell'Europa.
Sostiene attivamente lo sviluppo di software libero e il progresso dei sistemi operativi basati su GNU, come GNU/Linux. Inoltre fornisce assistenza a politici, avvocati e giornalisti, con l'obiettivo di assicurare un futuro legale, politico e sociale al software libero.
Tramite la Freedom Task Force fornisce servizi di educazione e informazione legale tramite una rete di consulenti e volontari, cui partecipano anche a titolo personale rappresentanti dell'industria del software. Si tratta di una divisione operativa della FSFE che si occupa delle questioni legali e attinenti alle libertà digitali, come ad esempio il rispetto delle licenze di software libero.

## Progetti

Icona della campagna Scarica un lettore PDF libero! della FSF Europe

Questa è una lista degli progetti di FSFE.
PDFreaders.orgIl progetto, lanciato dalla Fellowship of FSFE, serve a dare informazioni sul formato PDF e sui lettori PDF, per i principali sistemi operativi (Linux, Mac OS X e Windows) distribuiti come software libero.
Standard ApertiIl lock-in dei dati è una delle tecniche più comuni per alzare artificialmente il costo della migrazione al software libero. Assicurare la migliore interoperabilità possibile attraverso gli standard aperti è essenziale per permettere agli utenti di evitare di essere intrappolati dai propri fornitori. Il lavoro di FSFE sugli Standard Aperti mira a evitare che si debbano perdere tutti i propri dati durante la migrazione verso il software libero.
7º Programma Quadro CE (FP7)La Commissione europea finanzia la ricerca e sviluppo attraverso programmi quadro ufficiali (Framework Programmes, FP). Il settimo programma supporterà fino al 2013 i progetti di ricerca selezionati nel 2007. La FSFE contribuirà ai progetti supportati che si occupano di software libero.
STACSSTACS (Science, Technology and Civil Society) è un progetto che cerca di colmare il divario tra società civile e ricerca al fine di aumentare l'impatto sociale della ricerca che viene fatta. Il progetto intende realizzare questo obiettivo formando sia le organizzazioni della società civile sia i ricercatori, e trovando progetti comuni su cui lavorare in futuro.
Freedom Task Force (FTF)La Freedom Task Force fornisce servizi relativi alle licenze a individui, progetti e aziende che lavorano con software libero.
Internet Governance Forum (IGF)L'Internet Governance Forum (IGF) è un forum di discussione globale politica delle Nazioni Unite, istituito come risultato del Vertice mondiale dell'ONU sulla società dell'informazione (WSIS). FSFE sta seguendo l'IGF al fine di garantire che le discussioni politiche non mettano a repentaglio le libertà digitali e in particolare quelle del software libero.
DRM.infoDRM.info è una piattaforma collaborativa creata e mantenuta da FSFE al fine di informare sui pericoli del Digital Restrictions Management e per rendere visibili le preoccupazioni di gruppi differenti. I partecipanti a DRM.info includono organizzazioni per la libertà digitale, la tutela dei consumatori, l'attivismo in rete e biblioteche.
IPRED2Una seconda direttiva sull'applicazione dei diritti di proprietà intellettuale è stata proposta dalla Commissione europea. Essa mira a criminalizzare tutte le violazioni "intenzionali, su scala commerciale" e a permettere ai detentori dei diritti di prendere parte ad indagini. La FSFE vuole mostrare alle istituzioni europee come una tale legge incoraggia gli abusi del sistema legislativo e ha effetti intimidatori anche sulle attività legali.
World Intellectual Property OrganizationLa World Intellectual Property Organization (WIPO - Organizzazione Mondiale della Proprietà Intellettuale) è una delle 16 agenzie specializzate del sistema di organizzazioni delle Nazioni Unite. Il suo ruolo è quello di amministrare i 23 trattati internazionali che si occupano di vari aspetti dei monopoli sulla conoscenza. Come osservatore WIPO, e insieme a una coalizione globale di altri attori che condividono gli stessi obiettivi, la FSFE lavora per trasformare la WIPO in una "World Intellectual Wealth Organisation" ("Organizzazione Mondiale della Ricchezza Intellettuale").
Brevetti Software in EuropaUna lobby raccolta attorno all'Ufficio Europeo dei Brevetti e alla Business Software Alliance (BSA), che rappresenta gli interessi delle grandi aziende statunitensi, sta promuovendo attivamente l'adozione di brevetti sul software in Europa. Poiché i brevetti sul software sono una minaccia per la società e per l'economia, la FSFE è impegnata attivamente a resistere contro questi piani.
Ada & ZangemannUn libro per bambini scritto da Matthias Kirschner e illustrato da Sandra Brandstätter. Il testo affronta un'ampia gamma di temi legati al digitale e fornisce una migliore comprensione del software libero e della sua cultura.

## Fellowship
Dal 2005 ha attivato la Fellowship of Free Software Foundation Europe ("la compagnia della FSFE"), un portale dedicato a persone che supportano il software libero; con i soldi dell'iscrizione si sovvenziona la FSFE e si guadagnano una smart card, spazio web, un blog e un alias di posta elettronica, oltre a partecipare all'estrazione di PDA e computer portatili.

## Organizzazioni associate
Oltre ad essere in contatto regolare con le altre "Free Software Foundation" (FSF, FSFI, FSFLA), la struttura di FSFE prevede una rete di organizzazioni associate (19 ad agosto 2019). Queste sono prevalentemente associazioni di promozione del software libero di livello nazionale; ad esempio, in Italia fino al 2006 è stata associata a FSFE l'Associazione per il software libero, e a partire dal 2018 Wikimedia Italia.